# Adolf Sigismund von Burman
Adolf Sigismund von Burman (* 2. Februar 1637 in Bonn; † 8. September 1701) war ein Bonner Geistlicher und Beamter am kurkölnischen Hof.

## Familie
Adolf Sigismund war der Sohn von Peter Burman, der später kurkölnischer Vizekanzler wurde, und von Gertrud Pallandt. Sein Großvater väterlicherseits, Adolf Burman, war Bonner Schöffe und Bürgermeister. Großvater Johann Pallandt war am kurfürstlichen Hof als Hofkammerrat tätig. Adolf Sigismund von Burman hatte neun oder zehn Geschwister, darunter Johann Peter, Weihbischof von Köln und Maximilian Heinrich, Weihbischof von Trier.

## Leben
Burman studierte seit 1653 an der Universität zu Köln und erwarb dort oder an einer anderen Universität den Grad eines Dr. jur. utr. 1656 wurde er Kanoniker am Stift St. Cassius und Florentius, dessen wichtigstes Gebäude das Bonner Münster ist. 1683 wurde er zum Priester geweiht, am 2. März 1684 wurde er Dechant an dem genannten Stift. In der kurkölnischen Verwaltung stieg er zum Mitglied des Hofrats, Direktor der Lehnskammer und zum Archivar des Kurfürsten auf. 1687 wurde er zusammen mit seinen erwähnten Brüdern in den Adelsstand erhoben.
1689 wurde die Stadt Bonn durch feindliche Artillerie weitgehend zerstört. Burman sorgte dafür, dass die Münsterkirche wieder instand gesetzt wurde. Sein höchstes geistliches Amt war das eines Apostolischen Protonotars. 1701 starb er.

## Geschichte der Stadt Bonn
Bekannt wurde Burman durch seine bereits 1656 verfasste Historia universalis de Ubiorum ara seu Bonna. Der Übersetzer Koch vermutet, dass es sich um eine Stoffsammlung gehandelt habe, die später vervollständigt werden sollte. In vierundzwanzig Kapiteln beschreibt er die Geschichte der Stadt Bonn von ihrer Gründung bis zum Jahr 1656, in einem zweiten Teil behandelt er die Kirchen Bonns und ihre Geschichte. Zu den von ihm zitierten Quellen gehören Werke von Cäsarius von Heisterbach, Cassius Dio, Gregor von Tours und Tacitus. Für die Ortsgeschichte interessant ist die Untersuchung des Namens der Stadt, die im Mittelalter auch Verona genannt wurde.